# ピアノ四重奏曲第2番 (モーツァルト)

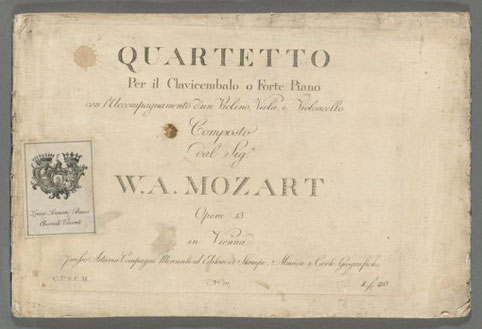
初版譜

ピアノ四重奏曲第2番 変ホ長調 K.493は、ヴォルフガング・アマデウス・モーツァルトが作曲したピアノ四重奏曲。

## 概要
1785年11月に、ピアノ四重奏曲第1番が完成した直後に着手された（モーツァルトの手紙の記述による）。しかし第1番で触れたように、出版社とのトラブルがあった他、オペラ『フィガロの結婚』の作曲に忙殺されたため、第2番は1786年6月3日にようやく完成した。完成して間もなく、第1番の楽譜が売れなかったためか、ホフマイスターは第2番の出版を中止し、モーツァルトは契約を解除した。そして翌1787年に第2番はアルタリアから出版された。
緊迫感に溢れるト短調の第1番は暗い雰囲気が漂うが、反対に第2番は抒情的であると同時に、大らかで、明るい性格を特色とした作品になっている。

## 構成
全3楽章構成。演奏時間は約34分。
第1楽章 アレグロ
変ホ長調、4分の4拍子。ソナタ形式による楽章で、力強ささえも感じる厚みのある響きのなかで、大きな広がりを特色とした世界が繰り広げられていく。
第2楽章 ラルゲット
変イ長調、8分の3拍子。ほとんど大部分が弱奏で演奏されるソナタ形式による楽章である。デリケートな美しさに包まれていると同時に繊細な抒情を湛えている。
第3楽章 アレグレット
変ホ長調、2分の2拍子。快い流れを特色としたロンド形式によるフィナーレ。ガヴォット風の軽やかな主要主題を軸にして組み立てられており、まさにこの作品の最後を飾るに相応しい楽章になっている。ピアノの華麗なパッセージが独特の彩りを添えている。

## 参考資料
- モーツァルト:『ピアノ四重奏曲第1番・第2番』（ワルター・クリーン,アマデウス弦楽四重奏団員,ドイツ・グラモフォン）の解説
- モーツァルト:『ピアノ四重奏曲第1番・第2番』（マルコム・ビルソン,エリザベス・ウィルコック,ジャン・シュラップ,ティモシー・メイソン,ドイツ・グラモフォン）の解説